# مصطفی عبدالله
مصطفی عبدالله (انگلیسی: Mustafa Abdellaoue؛ زادهٔ ۱ اوت ۱۹۸۸) بازیکن فوتبال اهل نروژ است.
از باشگاه‌هایی که در آن بازی کرده‌است می‌توان به باشگاه فوتبال ترومسو، باشگاه فوتبال السوند اف. کی، باشگاه فوتبال کپنهاگن، باشگاه فوتبال وولرنگا، و باشگاه فوتبال ادنسه اشاره کرد.
وی همچنین در تیم‌های ملی فوتبال Norway national under-18 football team, Norway national under-19 football team, Norway national under-23 football team، و نروژ بازی کرده‌است.